# Gustaf Mauritz Posse
Gustaf Mauritz Posse, född den 22 februari 1737, död den 21 oktober 1827, var en svensk friherre och ämbetsman, som bland annat blev justitieråd.

## Biografi
Posse blev assessor 1770 och hovrättsråd 1782, och var vice landshövding i Jönköpings län åtskilliga gånger under åren 1782–91. Han var ledamot av Högsta domstolen 1796–1800. Posse blev vice president i Göta hovrätt 1806, samt ledamot av Lantbruksakademin 1812.
Posse skapade Rosenlunds herrgård strax öster om  Jönköping. Där lät han i slutet av 1780-talet uppföra en påkostad herrgårdsbyggnad med tillhörande ekonomibyggnader. Herrgårdens lantbruk utvecklades till ett mönsterjordbruk. Rosenlunds herrgård är i dag en välbevarad herrgårdsbyggnad, som används av Jönköpings kommun som intern konferensanläggning.
Gustaf Mauritz Posse var son till kammarherren friherre Carl Henrik Posse och Helena Soop. Han gifte sig 1782 med Gertrud Fredrika Ehrenpreus. Makarna blev föräldrar till Mauritz Posse, som liksom fadern blev vice president i Göta hovrätt.